# Liste des aéroports les plus fréquentés en Namibie
Ci-dessous se trouve une liste de statistiques concernant les aéroports namibiens par mouvements de passagers annuels.

## Statistiques en graphique
Les statistiques sont ici issues de Wikidata, elle-même généralement sourcées par Namibia Airports Company.
Pour des raisons techniques, il est temporairement impossible d'afficher le graphique qui aurait dû être présenté ici.

Voir la requête brute et les sources sur Wikidata.